# Jay en Silent Bob
Jay en Silent Bob zijn twee fictieve filmpersonages, gespeeld door respectievelijk Jason Mewes en Kevin Smith, die bedacht zijn door acteur/regisseur Kevin Smith. De twee zijn drugsdealers van beroep. Ze komen in bijna alle films van Smith voor, soms in een hoofdrol of grote bijrol of anders in een cameo. Enige uitzonderingen zijn de films Jersey Girl en Zack and Miri Make a Porno. Verder maakt het duo zijn opwachting in enkele andere media gebaseerd op de films van Smith, en zijn zodoende vaste karakters geworden binnen het zogenaamde View Askewniverse (een overkoepelende term voor het fictieve universum waarbinnen de films van Smith zich afspelen).

## Biografie
De volledige namen van het duo zijn Jason Derris en Robert Blutarsky. Hun verleden wordt onthuld in de film Jay and Silent Bob Strike Back. Jay en Silent Bob zijn geboren in New Jersey, en ze ontmoetten elkaar toen hun moeders boodschappen deden in de Quick Stop (uit Clerks en Jay and Silent Bob strike back). Jays’ gebruik van grove woorden heeft hij waarschijnlijk overgenomen van zijn moeder en zijn eerste woord ooit was 'fuck'. Jay en Silent Bob lijken zich te begeven in de jaren 80, vanwege Jays obsessie voor allerlei 'washed-up' heavymetalbands. Ook zijn beiden liefhebber van de film Purple Rain en, vreemd genoeg, kwamen ze er pas in 2001 achter dat internet bestaat.
Jay wordt vertolkt door Jason Mewes en wordt gekenmerkt door het feit dat hij bijna altijd stoned is en alleen maar aan seks denkt. Ook heeft hij een grote mond en lang haar. Hij werpt zich vaak op als de leider van het duo.
Silent Bob (gespeeld door Kevin Smith) is, zoals de naam al doet vermoeden, de meeste tijd stil en hij wordt gekenmerkt door zijn lichte overgewicht en zijn baard. Silent Bob zegt vaak maar 1 of 2 zinnen in een film; de rest maakt hij duidelijk door middel van gezichtsuitdrukkingen en gebaren. Silent Bob is, zoals duidelijk wordt in Mallrats, een genie op het gebied van techniek en elektra. Smith verzon het personage Silent Bob voor zijn eerste film, omdat hij er zelf ook graag in mee wilde spelen, maar het zichzelf als regisseur niet te moeilijk wilde maken.
De twee houden van films van John Hughes.

## Media

### Films
In deze films maakten Jay en Silent Bob hun opwachting:
- Clerks. (1994)
- Mallrats (1995)
- Chasing Amy (1997)
- Dogma (1999)
- Scream 3 (cameo) (2000)
- Jay and Silent Bob Strike Back (2001)
- Clerks II (2006)
- Jay & Silent Bob's Super Groovy Cartoon Movie (2013)
- Jay and Silent Bob Reboot (2019)

### Televisie
Het duo doet ook mee in de volgende tv-series:
- Clerks: The Animated Series
- Clerks: Sell Out
- De twee hadden een reeks korte filmpjes op MTV

### Videoclips
Het duo is te zien in de volgende videoclips:
- "Can't Even Tell" door Soul Asylum
- "Build Me Up Buttercup" door The Goops
- "Because I Got High" door Afroman
- "Kick Some Ass" door Stroke 9

### Bluntman and Cronic
Bluntman and Cronic is een stripverhaal dat gebaseerd is op Jay en Silent Bob. In de strip wint Silent Bob 10 miljoen dollar met een loterij en ze besluiten superhelden te worden. Ze krijgen op maat gemaakte pakken, een ondergrondse schuilplaats met allerlei coole gadgets en ze gaan misdadigers bestrijden. Het hoofdverhaal uit Jay and Silent Bob Strike Back is dat Jay en Silent Bob een trip maken naar Hollywood om de opnames van de Bluntman and Cronic film te verpesten. Bluntman and Cronic zou je kunnen vergelijken met Terrence and Philip uit South Park: beide zijn een grapje van de maker om commentaar te geven op hoe hun eigen werk wordt gezien.

## Silent Bob quotes
Silent Bob zegt vaak maar 1 of 2 zinnen in een film (vaak tegen het einde van de film). Dit zijn ze:

### Clerks.
"There's a million fine looking women in the world, dude, but not all of them bring in lasagna at work. Most of them just cheat on you."
Jay zou eigenlijk deze zin uitspreken. Maar omdat Jason Mewes daar moeite mee had, besloot Kevin Smith dat Silent Bob de zin zou uitspreken. Als Mewes geen moeite had gehad met deze zin, was het waarschijnlijk geweest dat Silent Bob nooit wat zou zeggen.

### Mallrats
"Adventure, excitement? A Jedi craves not these things."
Dit is een quote die Silent Bob heeft geleend van Star Wars: The Empire strikes back. In de film heeft Silent Bob net die film gezien en is hij helemaal geobsedeerd met het gebruiken van zijn zogenaamde Jedi krachten.
Vreemd genoeg had Silent Bob eigenlijk nog meer dialoog gehad. Op de Mallrats 10th Anniversary Edition van de film is een stuk film te zien dat later is weggeknipt. Silent Bobs dialoog gaat als volgt:
Jay: Hey, it was out of your reach, how the hell did you get it?
Jay: The Jedi mind trick! Holy shit, motherfucker, Yoda and shit!
Silent Bob: Adventure, excitement? A Jedi craves not these things.
Jay: Holy, you spoke!
Silent Bob: I just never had anything good to say before.

### Chasing Amy
In Chasing Amy vertelt Silent Bob een heel verhaal. Daarin wordt ook de titel van de film verklaard. Jay maakt Bob belachelijk omdat hij altijd van die wijze dingen moet zeggen. Bob zegt in deze film net zo veel (misschien zelfs meer) als alle andere films bij elkaar.

### Dogma
"No ticket."
Silent Bob tegen een bange passagier, nadat hij Matt Damon uit een rijdende trein had gegooid. De zin is een verwijzing naar een scène in Indiana Jones and the Last Crusade, waar die onder vergelijkbare omstandigheden is uitgesproken door Harrison Ford.
"Thanks."
Silent Bobs antwoord op een zin gesproken door Rufus (Chris Rock) net voor zijn terugkeer naar de hemel: "And if you clean up your language, I just might put in a good word for you too," die hij waarschijnlijk bedoelde voor Jay.

### Jay and Silent Bob Strike Back
Voor de drug store, terwijl ze drugs verkopen aan twee jongens:
"yeah, Purple Rain"
"The sign, on the back of the car, said Critters of Hollywood, you dumb fuck!"
Nadat hun orang-oetan gestolen is, probeert Silent Bob aan Jay duidelijk te maken waar men hem naartoe neemt. Jay begrijpt er helemaal niets van en zegt dat Silent Bob gewoon moet zeggen waar de aap heen gebracht wordt. Daarom pakt Silent Bob Jay bij zijn kraag en schreeuwt dat de orang-oetan dus naar Hollywood gebracht moet worden. .
"Oh, but I think it is... We had a deal with you, on the comics remember, for likeness rights, and as we're not only the artistic basis, but also obviously the character basis, for your intellectual property, Bluntman and Chronic. When said property was optioned by Miramax Films, you were legally obliged to secure our permission to transfer the concept to another medium. As you failed to do that, Banky, you are in breach of the original contract, ergo you find yourself in a very questionable position."
Silent Bob zegt deze zin tegen het einde van de film. Nadat hij uitgesproken is, is Jay helemaal overdonderd en kan hij alleen nog maar "Yeah" uitbrengen.